# Марко Бошняк
Марко Бошняк (хорв. Marko Bošnjak, нар. 11 січня 2004) — хорватський співак і автор пісень боснійського походження. Став відомим після перемоги у другому сезоні сербського талант-шоу Pinkove Zvezdice. Представник Хорватії на Пісенному конкурсі Євробачення 2025 з піснею «Poison Cake».

## Ранні роки
Марко Бошняк народився в герцеговинському місті Мостар, але виріс у Прозорі. З п'яти років співав у церковному хорі — після того, як мати змусила старших сестер брати Марко з собою. Уже в такому віці він виграв фестиваль Djeca Pjevaju Isusu («Діти співають Ісусу»). В 11 років Бошняк самостійно подав заявку на участь у сербському талант-шоу Pinkove Zvezdice, попри заперечення батька через велику відстань до місця проведення шоу.
У Прозорі Бошняк зазнавав булінгу в школі, оскільки був «не таким», як інші діти його віку. У подальшому це спонукало його змінити середовище та зрештою переїхати до Загреба, Хорватія. У Загребі він працював на різних роботах, зокрема у нічних клубах, службі підтримки компанії LELO та у KFC у районі Чрномерець. Зізнання Марко про те, що він працює в KFC, яке він зробив у квітні 2023 року, стало вірусним, адже на той момент співак уже здобув популярність. Він звільнився з KFC наступного місяця, щоб повністю зосередитися на музиці, хоча в інтерв'ю зізнався: «Уся ця [метушня] здивувала і мене, бо я не розумію, з яких пір стало соромно працювати».

## Кар'єра

### Pinkove Zvezdice
З 4 вересня 2015 року Бошняк був учасником другого сезону шоу Pinkove Zvezdice. На першому ефірі він заспівав пісню Дженніфер Гадсон «One Night Only». Усі п'ять суддів, Мілан Станкович, Єлена Томашевич, Гоца Тржан, Харі Варешанович та Леонтіна Вукоманович, повернули свої крісла й проголосували за нього, що дозволило Бошняку пройти в наступний етап. На своєму другому виступі він заспівав пісню Здравка Чолича «Kao moja mati» і пройшов у наступний етап. 6 січня 2016 року Бошняк заспівав композицію Ядранки Стоякович «Što te nema». Під час наступного епізоду, 8 квітня, виконав пісню Адель «Don't You Remember». У фіналі він знову заспівав «Što te nema» і виграв конкурс.

### Dora 2022 та інші виступи
17 грудня 2021 року Марко Бошняк був оголошений одним з 14 учасників Dora 2022, національного відбору представника Хорватії на Євробачення 2022, з піснею «Moli za nas». Наприкінці голосування пісня отримала 179 балів і зайняла 2 місце. «Moli za nas» офіційно була випущена 10 лютого 2022 року як дебютний сингл Бошняка.
27 квітня 2022 року було оголошено, що співак братиме участь у Split Festival з піснею «Pjesma za kraj». Через рік, на початку 2023 року, Бошняк випустив свій третій сингл «Spokojan». 14 квітня 2023 року випустив четвертий окремий сингл «Nema».
У червні 2024 року Бошняк виступив на Прайді у Загребі. У вересні виступив на благодійному концерті для Гази в клубі Klub Močvara в Загребі, кошти від якого були передані в UNRWA. У листопаді випустив свій сьомий сингл «Takav dan», текст якого був натхненний хітом Зани 1982 року «Dodirni mi kolena». Рядок «Tučem te ključem od stana» («Я б'ю тебе ключем від квартири») викликав суперечки і призвів до того, що Бошняка звинуватили в пропаганді домашнього насильства; на шоу Kod nas doma на HRT 1 співак сказав, що ця фраза є «гіперболою, інтертекстуальністю… Як маленька загроза, але не серйозна».

### Dora 2025, Tvoje lice zvuči poznato, Євробачення
5 грудня 2024 року Марко Бошняка оголосили одним із 24 учасників Dora 2025 з піснею «Poison Cake». 2 березня 2025 року Бошняк виграв Dora і став представником Хорватії на Євробаченні 2025 у Базелі, Швейцарія.
24 лютого 2025 року було оголошено, що Бошняк братиме участь у дев'ятому сезоні реаліті-шоу Tvoje lice zvuči poznato, хорватській версії Your Face Sounds Familiar. Після його перемоги на Dora, 18 березня було оголошено, що Бошняк більше не братиме участь у Tvoje lice zvuči poznato з восьмого епізоду. Протягом семи епізодів, останній з яких вийшов 20 квітня 2025 року, Бошняк виконував пісні Младена Грдовича, Мадонни, Здравка Чолича, Майлі Сайрус, Тоше Проеського, Леді Гаги та Лепи Брени.

## Музика, стиль, артистизм
У віці 11 років Марко Бошняк почав викладати кавери на севдалінки — традиційні пісні народної музики, що походить з Боснії і Герцеговини. В інтерв'ю для Gloria у березні 2025 року Марко зізнався, що надає перевагу різним музичним стилям — «від R&B і соулу до хіп-хопу та класичної музики». Хоча співак і неохоче називає конкретні музичні впливи, бо «намагається бути собою і створювати автентичне звучання», він усе ж зазначив, що найчастіше слухає Лану Дель Рей, Еріку Баду, SZA, Лолу Янг і Соланж. При цьому визнав, що його музика «поки що не натхненна цими артистками, але хто знає, можливо, буде в майбутньому». У тому ж інтерв'ю він сказав, що його найбільша мрія — записати спільну роботу з Lorde. Також Бошняк висловив своє захоплення Сенідою, Йосипою Лісац, Божо Вречо та Филипом Балошем.
Щодо власного стилю в одязі, Марко зазначив, що його надихають як мода загалом, так і музичні ікони на кшталт Девіда Бові та Фредді Мерк'юрі, які довели йому, що «мода може бути настільки ж потужним засобом самовираження, як і музика».

## Особисте життя
2024 року Марко Бошняк зробив камінг-аут як гей, що спричинило хвилю гомофобної критики в мережі після його перемоги на Dora наступного року. 30 березня 2025 року Марко став гостем ток-шоу Nedjeljom u dva, де, зокрема, обговорив цю реакцію.